# 絹谷幸二
絹谷 幸二（きぬたに こうじ、1943年〈昭和18年〉1月24日 - 2025年〈令和7年〉8月1日）は、日本の洋画家。勲等は文化勲章。独立美術協会会員、大阪芸術大学教授、東京芸術大学名誉教授、日本芸術院会員、文化功労者。
東京芸術大学美術学部教授、一般社団法人日本美術家連盟理事などを歴任した。
長男は彫刻家の絹谷幸太、次女は画家の絹谷香菜子。

## 来歴

### 生い立ち
奈良県奈良市元林院町に生まれる。奈良県立奈良高等学校、東京芸術大学美術学部油絵専攻卒（1966年小磯良平教室）。卒業制作で大橋賞受賞。

### 画家として
小学校一年生の頃から油絵を習い始めた。芸大卒業後の1971年にイタリアへ留学、目から鱗が落ちるほどの感銘を受け、ヴェネツィアでアフレスコ古典画の技法を研究した（「アフレスコ」(affresco) はイタリア語で「フレスコ」のこと）。1974年に「アンセルモ氏の肖像」で安井賞展安井賞を受賞。その後メキシコ留学などを経て、1993年（平成5年）東京芸術大学教授に就任、後進の育成に尽力する。この間、NHKの「日曜美術館」への出演や「アフレスコ絵画技法」の地方公演などを通じて、大衆にも古典洋画への理解を広めていった。新作は全国の有名百貨店で開催される個展で発表している。
2000年（平成12年）日本芸術院会員。2008年（平成20年）には35歳以下の若手芸術家を顕彰する絹谷幸二賞を毎日新聞社主催により創設。2010年（平成22年）東京芸術大学名誉教授。

## 略歴
- 1987年（44歳）- 東京芸術大学講師
- 1989年（46歳）- 東京芸大助教授
- 1993年（50歳）- 東京芸大美術学部教授
- 2001年（58歳）- 日本芸術院会員
- 2009年（66歳）- 毎日新聞社主催で絹谷幸二賞創設
- 2010年（67歳）- 東京芸術大学名誉教授、大阪芸術大学教授
- 2025年8月1日 - 悪性リンパ腫のため東京都内の病院で死去した。82歳没[3]

## 賞歴
- 1966年（23歳）- 東京芸術大学美術学部油画科卒業制作展「蒼の間隙」で大橋賞、独立美術協会第34回展で独立賞
- 1967年（24歳）- 独立美術協会第35回展で独立賞
- 1970年（28歳）- 新鋭選抜展に「記憶の跡」を選抜出品し優秀賞、ベヴィラックア・ラ・マーサ財団主催の展覧会でラ・マーサ賞
- 1974年（31歳）- 第17回安井賞展に「アンセルモ氏の肖像」を出品し安井賞
- 1977年（34歳）- 「アンジェラと蒼い空II」が昭和51年度文化庁買い上げ優秀美術作品
- 1978年（35歳）- イタリア・マニフェスト展でマニフェスト賞
- 1983年（40歳）- 第2回美術文化振興協会賞
- 1985年（42歳）- 第2回日本青年画家展に「光ふる時」を出品し優秀賞
- 1987年（44歳）- 第4回日本青年画家展に「時の天使」を出品し優秀賞、第19回日本芸術大賞
- 1988年（45歳）- 第5回日本青年画家展に「涙するカトリーヌ」を出品し優秀賞
- 1989年（46歳）- 第30回毎日芸術賞
- 2001年（58歳）- 「蒼穹夢譚」で第57回日本芸術院賞

## 栄典
- 2014年（71歳）- 文化功労者[4]
- 2019年（76歳）- 紺綬褒章飾版、木杯一組[5]
- 2021年（78歳）- 紺綬褒章飾版、木杯一組[6]、文化勲章[7][8]

## 代表作
- 「アンセルモ氏の肖像」　漆喰、顔料・綿布・額  81.0×100.0cm、1973年
- 「ダリア・ガナッシィーニの肖像」　アフレスコ・ストラッポ、181.8×259.1cm、1975年（新潟市美術館蔵）
- 「アンジェラと蒼い空II」　漆喰、顔料・キャンバス・額  194.5×259.5cm、1976年
- 「銀嶺の女神」（長野冬季オリンピック公式ポスター原画）　顔彩、91.0×72.8cm、1997年

## 壁画・パブリックアートなど
- 1978年

「VIVA YOKOHAMA」（2004年2月）

  - 東山パークホテル（福島県会津若松市）の壁画「炎・炎」
- 1983年
  - 麻田総合病院（香川県丸亀市）に壁画「文明にかける橋」
- 1985年
  - 国立総合児童センター こどもの城（東京都渋谷区）の壁画「アラベスク」
- 1986年
  - 田辺町新庁舎壁画（京都府京田辺市）「光ふるまち 田辺」
- 1987年
  - 一宮市博物館（愛知県一宮市）の壁画「あやなすまち一宮、ひとひとひと」
- 1988年
  - 京都ブライトンホテル（京都府京都市）の大壁画「日・月・流星」
- 1990年
  - 東京芸術劇場（東京都豊島区）の天井壁画「天・地・人」
- 1991年
  - 法鷲院五重塔（茨城県日立市）の壁画「転依」
  - 奈良パークホテル（奈良県奈良市）の壁画「旭日薫風奈良」
- 1993年
  - ラ・ヴィータ高知店（高知県高知市）の天井画
- 1994年
  - 松戸競輪場（千葉県松戸市）のメインスタンド特別観覧席1階エントランス壁画「日月万丈富嶽」
- 1995年
  - 世田谷文学館（東京都世田谷区）ロビーの阪神淡路大震災鎮魂レクイエム「愛するもの達へ・希望」
- 1996年
  - 戸田競艇場（埼玉県戸田市）メインスタジアムの壁画レリーフ「VINNTO PERTE」
  - 茨城県立医療大学付属病院の壁画「光降る街」
- 1998年
  - なら100年会館（奈良県奈良市）の壁画「夢・光降る町・奈良」
- 1999年
  - なら100年会館の壁画「日月大和麗し」
  - 北柏リハビリ総合病院（千葉県柏市）の壁画「日月双鶴首士」
- 2001年
  - セルリアンタワー（東京都渋谷区）の陶壁画
- 2004年
  - ニューヨーク領事館（ニューヨーク州ニューヨーク市）「希望の太陽」
  - みなとみらい線横浜駅の巨大陶壁画「VIVA YOKOHAMA」原画
  - 日本橋高島屋（東京都中央区）リニューアルのシンボル画「高島屋の薔薇」
- 2008年
  - 東京メトロ副都心線開通記念の渋谷駅陶板壁画「きらきら渋谷」
- 2010年
  - 上海万国博覧会日本産業館の大天井画LED「日月天飛翔」
- 2018年
  - 御園座（愛知県名古屋市）の緞帳「黄金旭日名古屋城」[9][10][11]
- 2023年
  - えちぜん鉄道福井駅 ステンドグラス「ジュラシックえちぜん」[12]
- 2024年
  - 京浜急行電鉄羽田空港第3ターミナル駅陶板壁画「煌めく希望、KEIKYU」[13]

## 主な出版物
- 『かべにえがく ＜壁画の世界＞』（こども美術館22）　ポプラ社、1983年
- 『絹谷幸二画集』　講談社、1984年
- 『絹谷幸二画集』　求龍堂、1989年
- 『壁は200億光年の夢を見る』（随筆集）　美術年鑑社、1992年
- 『日経ポケットギャラリー 絹谷幸二』　日本経済新聞社、1992年
- 『アート・トップ叢書 絹谷幸二』　美術年鑑社、1992年
- 『絹谷幸二 FUJI-I』　日経BP社、1996年
- 『風の道 仏の道』（画文集）　日本放送出版協会、2003年
- 『ウソ力（想像力）の鍛え方』　日本経済新聞社、2003年
- 『絹谷幸二画集2』　求龍堂、2004年
- 『絹谷幸二全作品集』　ビジョン企画社、2006年

## 映像
- ドキュメンタリー『ベネチア 青春の窓 旅人 洋画家 絹谷幸二』　2002年放送、2021年再放送、NHK-BSP）[14][15]

## 主な作品収蔵先
- 絹谷幸二 天空美術館
- 東京国立近代美術館
- 新潟市美術館
- 北海道立近代美術館